# 앙헬 헤수스 메히아스
앙헬 헤수스 메히아스 로드리게스(스페인어: Ángel Jesús Mejías Rodríguez, 1959년 3월 1일, 카스티야-라 만차 주 템블레케 ~)는 스페인의 전직 축구 선수로, 현역 시절 골키퍼로 활약했다.

## 선수 경력
톨레도 도 템블레케 출신인 메히아스는 고향 톨레도에서 아틀레티코 마드리드로 이적해 처음 2년을 2군에서 보냈는데, 이 중 2년차에 세군다 디비시온에서 활약했다. 그의 첫 공식 1군 경기는 1982년 2월 21일, 0-1로 패한 바르셀로나와의 안방 경기로, 2년차부터 라 리가에서 주전으로 기용되기 시작했다.
그러나, 아벨 레시노가 매트리스 제작자들의 수문장으로 비상하면서, 메히아스는 후보로 밀려나 7년 동안 15번의 리그 경기에 출전하는데 그쳤다. 레시노가 부상당하면서, 메히아스는 1-0으로 이긴 마요르카와의 1990-91 시즌 코파 델 레이 결승전에 출전할 수 있었고, 아틀레티코 마드리드가 연장전 끝에 승리하면서 메히아스는 두 번째 컵대회 우승컵을 수집하였다. 그는 34세에 아틀레티코를 떠나 은퇴하기 전까지 하부 리그에서(4부 리그 라요 마하다온다 포함) 5년 더 현역으로 생활했다.

## 감독 경력
은퇴 후, 메히아스는 아틀레티코로 복귀해 골키퍼 코치로 부임했다. 아틀레티코를 떠난 후 그는 라요 바예카노에서 같은 직위를 맡았다.

## 수상
아틀레티코 마드리드
- 코파 델 레이: 1984-85, 1990-91
- 수페르코파 데 에스파냐: 1985
- 컵위너스컵 준우승: 1985-86

라요 마하다온다
- 테르세라 디비시온: 1995-96, 1996-97